# 建物 (数学)
数学における（ティッツの、あるいはブリュア–ティッツの）建物（たてもの、英: building, 仏: immeuble）は、フランソワ・ブリュアとジャック・ティッツに名を因む、旗多様体、有限射影平面およびリーマン対称空間のある種の側面を一斉に一般化する組合せ論的かつ幾何学的な構造である。初め、建物はジャック・ティッツによってリー型の例外群の構造を理解するための手段として導入され、その理論は自由群の研究に木が用いられたのと同じ仕方で、 p-進リー群その離散的対称変換部分群の等質空間の幾何および位相を研究するのにも用いられた。

## 概観
建物の概念は、ジャック・ティッツによって、任意の体上の単純代数群を記述するための手段として考案された。ティッツはそのような種類の任意の群 G が、G の球建物あるいは球面型建物 (spherical building) と呼ばれる、G の作用を持つ単体的複体 Δ = Δ(G) にどのように対応させられるかを具体的に示して見せた。群 G はこの方法によって得られる複体 Δ に、非常に強い組合せ論的正則性条件を強いることになる。それらの条件を単体的複体のクラスに対する公理として扱うことにより、ティッツは建物の最初の定義に到達した。建物 Δ を定義するデータの一部は、ワイル群と呼ばれるある種のコクセター群 W であり、これはコクセター複体と呼ばれる高度に対称的な単体的複体 Σ = Σ(W,S) を決定する。建物 Δ は、そのアパートと呼ばれる Σ の複数のコピーをある正則なやり方で貼合せることによって得られる。W が有限型コクセター群ならば、コクセター複体は位相的球面であり、対応する建物は球面型 (spherical type) と呼ばれる。W がアフィンワイル群（つまり、コクセター群としてアフィン）ならば、コクセター複体はアフィン平面の細分であり、建物はアフィン型あるいはユークリッド型であるという。1-型のアフィン型建物は、終端頂点を持たない無限木と同じものである。 
半単純代数群の理論は建物の概念に対する最初の動機を与えるものであったけれども、全ての建物が群から得られるわけではない。特に、射影平面および一般化された四角形は、接続幾何学において研究される、建物の公理を満足するが群と無関係であるような、グラフの二つのクラスを形成する。この現象は、対応するコクセター系が低階数（つまり二階）であるようなものに関係することが分かる。ティッツは、 
階数が 3 以上の任意の球面型建物は群に関連する。さらに階数が 2 以上の建物が群に関連するならば、その群は建物によって本質的に決定される。
という驚くべき定理を証明した。
岩堀-松本、ボレル-ティッツ、およびブリュア-ティッツは、球面型建物に関するティッツの構成のアナロジーとして、アフィン型建物もある種の群（つまり非アルキメデス局所体上の簡約代数群）から構成できることを示した。さらに、そのような群の分裂階数が 3 以上であるならば、それは本質的にその建物から決定される。後にティッツは、建物の理論の基礎となる部分を、専ら最も大きい次元の単体の隣接性のみを用いて建物の情報を記述する、小部屋系 (chamber system) の概念を用いて再構成している。これにより、球面型、アフィン型ともに簡略化されることとなった。ティッツは球面型の場合のアナロジーとして、アフィン型の階数が 4 以上の任意の建物が群から得られるということを示した。

## 定義
n-次元建物 X は抽象単体的複体であって、アパート (apartments) と呼ばれる以下の条件を満たす部分複体 A の和となっているようなものである。
- X の各 k-単体は、k < n ならば少なくとも三つの n-単体に含まれる。
- アパート A に属する任意の (n − 1)-単体はちょうど二つの隣接する (adjacent) A の n-単体に含まれる、かつ隣接 n-単体のグラフは連結である。
- X に属する任意の二つの単体に対し、それらをともに含むアパート A が存在する。
- 二つの単体が、二つのアパート A および A′ のいずれにも含まれるならば、A から A′ の上への単体同型で、二つの単体の頂点を固定するものが存在する。

A に属する n-単体を部屋または小部屋 (chamber, chambre) と呼ぶ。 
この建物の階数は n + 1 と定められる。

## 基本的性質
建物の任意のアパート A はコクセター複体である。実は、平行または (n – 1)-次元単体で交わる任意の二つの n-次元単体に対して、A の鏡映 (reflection) と呼ばれる周期 2 の単体的自己同型で、二つの n-単体の共有点を動かさず、一方を他方の上に移すようなものが一意的に存在する。このような鏡映は A のワイル群と呼ばれるコクセター群 W を生成し、単体的複体 A は W の標準幾何的実現に対応する。このコクセター群の標準生成系は A のある固定された小部屋の壁（境界となる (n − 1)-次元の単体）に関する鏡映によって与えられる。アパート A は同型を除いて建物によって決定されるから、同じことは共通のアパート A に属する X の任意の二つの単体に対しても正しい。W が有限型のとき、建物は球面的であると言い、アフィンワイル群となるとき建物はアフィンあるいはユークリッド型であるという。
小部屋系は小部屋の全体の成す隣接グラフによって与えられ、さらに隣接する小部屋の各対に対してコクセター群の標準生成元によるラベル付けを行ったものである。
任意の建物は、頂点をヒルベルト空間の正規直交基底と同一視することによって得られる幾何的実現から受け継がれる標準長さ函数を持つ。アフィン型建物に対して、標準長さはアレクサンドロフの比較不等式CAT(0)を満足する。この設定は測地三角形に対するブリュア-ティッツの非正値曲率条件として知られる。つまり、頂点から対辺の中点までの距離は、辺長が同じであるような対応するユークリッド的三角形での距離よりも大きくはならない。

## ティッツ系との関係
群 G の建物 X への単体的な作用が、小部屋 C とそれを含むアパート A の対の上に推移的であるとき、そのような対の安定部分群としてBN対あるいはティッツ系と呼ばれるものが定まる。実は、部分群の対 
B ≔ GC および N ≔ GA
はBN対の公理を満足し、そのワイル群は N/N∩B と同一視される。逆に、建物はBN対から復元することができるから、任意のBN対は自然に建物を定義する。実は、BN対の用語法を用いて、B の任意の共軛をボレル部分群、ボレル部分群を含むような部分群を抛物型部分群と呼べば、次のことが言える。
- 建物 X の頂点は極大抛物型部分群に対応する。
- k + 1 個の頂点は、対応する抛物型部分群の交わりが再び坊物型となるときは常に、k-次元単体を成す。
- アパートは、B を含む極大抛物型部分群の N-共軛によって与えられる頂点全体から成る単体的部分複体と G-共軛である。

同じ建物が、相異なるBN対によって記述されることもしばしば起こる。さらに、必ずしも全ての建物がBN対から得られるものではない。これは階数や次元が低い場合に、分類が上手くいかないことに対応している（後述）。

## SLnに対する球面型・アフィン型建物
SLn(ℚp) に対応するアフィン型および球面型の建物の単体構造は、それらの相互接続同様、初等的な代数学および幾何学の概念のみを用いて直接的に説明することが容易である。この場合、三種類の異なる建物が存在する（球面型二種類とアフィン型一種類）。それぞれは「アパート」の和として、それ自身単体的複体である。アフィン群に対して、アパートは単にユークリッド空間 𝔼n−1 の等辺 (n − 1)-次元単体による標準空間分割から得られる単体複体である。一方、球面型建物に対しては、アパートは与えられた共通の頂点に関する (n − 1)! 個の単体全体の成す有限型単体的複体で、𝔼n−2の空間分割に対応する。
各建物は単体的複体X であって、以下の公理
- X はアパートの和集合である。
- X の任意の二つの単体は共通のアパートに含まれる。
- 単体が二つのアパートに含まれるならば、一方のアパートから他方への単体同型で、共有点を固定するようなものが存在する。

を満足するものでなければならない。

### 球面型建物
体 F と、V ≔ Fn の非自明な部分線型空間を頂点とするような単体的複体X を考える。ただし、二つの頂点（つまり部分空間）U1, U2 が連結されるのは、一方が他方の部分集合となっているときとする。X の k-次元単体は互いに連結された k + 1 個の部分空間からなる集合であり、連結性が極大となるのは、n − 1 個の部分空間をとったときであり、対応する (n − 2)-次元単体は極大旗
{\displaystyle (0)\subset U_{1}\subset \cdots \subset U_{n-1}\subset V}
である。低次元単体は中間部分空間 Ui のより少ない部分旗に対応する。  
X のアパートを定義するために、V の枠（順序付けられた基底）を定義することは有効である。枠は、基底 {vi} から、その各ベクトル vi のスカラー倍の違いを除いたものとして決まる。別な言い方をすれば、枠は一次元部分空間 Li ≔ Fvi たちの成す集合で、それらのうちの任意のk 個が必ず k-次元部分空間を張るようなものをいう。いま、順序付けられた枠 L1, …, Ln から
{\displaystyle U_{i}:=L_{1}\oplus \cdots \oplus L_{i}}
とおくことにより極大旗を定める。Li たちの順番を入れ替えたものもやはり枠となるから、Li たちの和として得られるこのような部分空間の全体が球面型建物のアパートに対して初期の型の単体的複体をなすことが直接的に分かる。建物の公理を満足することは、ジョルダン・ヘルダー分解の一意性証明に用いられる古典的なシュライヤーの細分論法を用いれば容易に示せる。

### アフィン型建物
K を有理数体 ℚ と p-進数体 ℚp との中間体とする（ℚp は、適当な素数 p に対する ℚ 上の通常の非アルキメデス的 p-進ノルム ‖ x ‖p に関する ℚ の p-進完備化）。また R を
{\displaystyle R:=\{x:\|x\|_{p}\leq 1\}}
で定まる K の部分環とする。K ≔ ℚ のとき R は有理整数環 ℤ の p における局所化 ℤ(p) であり、K ≔ ℚp のとき R は p-進整数環 ℤp（すなわち ℚp における ℤ の閉包）。
建物X の頂点は V ≔ Kn の R-格子すなわち 
{\displaystyle L:=Rv_{1}\oplus \cdots \oplus Rv_{n}}
の形の R-部分加群である。ただし、(vi) は V の K 上の基底である。二つの格子が互いに同値であるとは、一方が他方の K の乗法群 K* の元（実は、p-冪となる整数のみが必要である）によるスカラー倍となるときにいう。また、二つの格子 L1, L2 が隣接する (adjacent) とは、L2 に同値な格子で L1 とその部分格子 pL1 の間にあるものが存在するときに言う（この関係は対称的である）。X の k-次元単体は k + 1 個の互いに隣接する格子からなるクラスに同値であり、(n − 1)-次元単体は、適当にラベルを付け替えれば、鎖
{\displaystyle pL_{n}\subset L_{1}\subset L_{2}\subset \cdots \subset L_{n-1}\subset L_{n}}
に対応する。ただし、それぞれの隣り合う項の商は位数 p を持つものとする。アパートは V の固定された基底 (vi) に対して基底 (pai⋅vi) に関する格子全体をとることによって定義される。ただし、(ai) は ℤn の元で、各成分に同じ整数を加える違いを除いて一意的に定まるものとする。 
定義により、このような各アパートは所期の形となり、それらの和は X 全体と一致する。二番目の公理は、シュライヤー細分の一種から従う。最後の公理を満たすことは
{\displaystyle (L+p^{k}L_{i})/p^{k}L_{i}}
の形の有限アーベル群の順序に基づく単純な数え上げ法によって示される。標準コンパクト性論法により、X が実は K の取り方に独立であることが示される。特に、K ≔ ℚ ととれば X の可算性が従う。他方、K ≔ ℚp をとれば、定義から GLn(ℚp) が建物 X に自然な単体作用を持つことが分かる。
この建物は、その頂点に ℤ/nℤ に値を持つ「ラベル付け」を持つものになる。実際、格子 L を固定すれば、M のラベルは十分大きな k に対して
{\displaystyle \operatorname {label} (M)=\log _{p}|M/p^{k}L|{\bmod {n}}}
で与えられる。X の任意の (n – 1)-次元単体は ℤ/nℤ の全体を亘ってそれぞれ相異なるラベルを持つ。X の任意の単体自己同型 φ は ℤ/nℤ の置換 π で label(φ(M)) = π(label(M)) を満たすようなものを定める。特に g を GLn(ℚp) の元とすれば、
{\displaystyle \operatorname {label} (gM)={\text{label}}(M)+\log _{p}\|\det g\|_{p}{\bmod {n}}}
が成り立つ。故に、g がラベルを保つのは g が SLn(ℚp) に属するときである。

### 自己同型
ティッツは、アフィン型建物のラベルを保つ任意の自己同型が SLn(ℚp) の元から得られることを示した。建物の自己同型はラベルの置換を引き起こすから、自然な準同型
{\displaystyle \operatorname {Aut} X\to S^{n}}
が存在する。GLn(ℚp) の作用は n-巡回置換 τ を生じる。建物のほかの自己同型は、ディンキン図形の自己同型に関係のある SLn(ℚp) の外部自己同型から得られる。正規直交基底 {vi} に関する標準対称双線型形式をとるとき、格子をその双対格子に移す写像は、（各ラベルを法 n に関する反数へ移すような置換 σ を与えるとき）平方が恒等変換となるような自己同型を与える。上記の準同型の像は σ と τ によって生成され、位数 2n の二面体群 Dn に同型となる。n = 3 のときはこれは S3 と一致する。
E を ℚp の有限次ガロワ拡大とし、建物を SLn(ℚp) の代わりに SLn(E) から構成されるものとすると、ガロワ群 Gal(E/ℚp) はこの建物の上にも自己同型として作用する。

### 幾何学的関係
球面型建物は、SLn(ℚp) に対するアフィン型建物 X に関連した二種類のきわめて異なる方法から得られる。
- アフィン型建物 X の各頂点のリンク（英語版） L は、有限体 F ≔ R/pR = ℤ/(p) のもとで L/pL の部分加群に対応する。これは SLn(F) の球面型建物に他ならない。
- アフィン型建物 X は、SLn(ℚp) に対する球面型建物を「無限遠」における境界として加えることにより、コンパクト化することができる[4][5]。

## 分類
ティッツは、階数が 2 より大きい任意の既約球面型建物（つまり有限型ワイル群を持つ建物）が単純代数群または古典群に対応することを示した。同様のことが、次元が 2 よりも大きい既約アフィン型建物（これは「無限遠」において階数が 2 よりも大きい球面型建物になる）についても成立する。低階数あるいは低次元においては、このような分類は存在しない。実際、任意の接続構造から階数 2 の球面型建物が得られる。また、ボールマンとブリンは、有限射影平面内の旗複体に同型な頂点のリンクを持つ任意の二次元単体的複体が、必ずしも古典的でない建物の構造を持つことを示した。多くの二次元アフィン型建物が、双曲的鏡映群や他の軌道体に関連するより奇妙な構造を用いて構成された。
ティッツは、建物が常に群のティッツ系によって記述されるならば、殆どすべての場合において建物の自己同型は群の自己同型に対応することも示した。

## 応用
建物に理論は、いくつかの全く異なった分野に重要な応用を持つ。一般の局所体上の簡約代数群の構造に関してすでに述べたことに加えて、建物はそれらの群の表現の研究にも用いられる。建物による群の決定についてのティッツの結果は、モストウとマーグリスの剛性定理およびマーグリスの算術性に深い関連がある。
球面型建物は離散幾何学において研究され、有限単純群の分類問題において単純群の特徴付けに対する幾何学的手法の考え方が非常に実り豊かなものであることが証明された。球面型やアフィン型以外のより一般の種類の建物の理論は、未だ比較的発達していないけれども、しかし既にこれらの一般化された建物は、代数学におけるカッツ・ムーディ群や位相幾何学および幾何学的群論における非正値的に曲がった多様体および双曲群の構成に応用が見出されている。

## 注

## 関連文献
- Ballmann, Werner; Brin, Michael (1995), “Orbihedra of nonpositive curvature”, Publications Mathématiques de l'IHÉS 82:  169–209
- Barré, Sylvain (1995), “Polyèdres finis de dimension 2 à courbure ≤ 0 et de rang 2”, Ann. Inst. Fourier 45:  1037–1059
- Barré, Sylvain; Pichot, Mikaël (2007), “Sur les immeubles triangulaires et leurs automorphismes”, Geom. Dedicata 130:  71–91, doi:10.1007/s10711-007-9206-0
- Bourbaki, Nicolas (1968), Lie Groups and Lie Algebras: Chapters 4-6, Elements of Mathematics, Hermann, ISBN 3-540-42650-7
- Kantor, William M. (2001), “Tits building”, in Hazewinkel, Michiel, Encyclopedia of Mathematics, Springer, ISBN 978-1-55608-010-4
- Kantor, William M. (1986), “Generalized polygons, SCABs and GABs”, in Rosati, L.A., Buildings and the Geometry of Diagrams (CIME Session, Como 1984), Lect. notes in math., 1181, Springer, pp. 79–158, doi:10.1007/BFb0075513
- Ronan, Mark (1995), A construction of buildings with no rank 3 residues of spherical type, Lect. Notes in Math., 1181, Springer-Verlag, pp. 159–190, doi:10.1007/BFb0075518
- Ronan, Mark (1992), “Buildings: main ideas and applications. II. Arithmetic groups, buildings and symmetric spaces”, Bull. London Math. Soc. 24 (2):  97–126, doi:10.1112/blms/24.2.97, MR1148671
- Ronan, Mark (1992), “Buildings: main ideas and applications. I. Main ideas.”, Bull. London Math. Soc. 24 (1):  1–51, doi:10.1112/blms/24.1.1, MR1139056
- Ronan, Mark (1989), Lectures on buildings, Perspectives in Mathematics 7, Academic Press, ISBN 0-12-594750-X
- Tits, Jacques (1986), “Immeubles de type affine”, in Rosati, L.A., Buildings and the Geometry of Diagrams (CIME Session, Como 1984), Lect. notes in math., 1181, Springer, pp. 159–190, doi:10.1007/BFb0075514
- Weiss, Richard M. (2003), The structure of spherical buildings, Princeton University Press, ISBN 0-691-11733-0